# Paracyprichromis nigripinnis
Paracyprichromis nigripinnis es una especie de peces de la familia Cichlidae en el orden de los Perciformes.

## Morfología
Los machos pueden llegar alcanzar los 11 cm de longitud total.

## Alimentación
Come zooplancton.

## Hábitat
Es una especie de clima tropical que vive entre 23 y 25 °C de temperatura.

## Distribución geográfica
Se encuentra en África: lago Tanganika.